# Resolutie 2320 Veiligheidsraad Verenigde Naties
Resolutie 2320 van de Veiligheidsraad van de Verenigde Naties werd op 18 november 2016 unaniem aangenomen door de VN-Veiligheidsraad. De resolutie verwelkomde het voorstel van de Afrikaanse Unie (AU) om zelf in te staan voor 25% van de kosten van vredesoperaties op het Afrikaanse continent, waar dit op dat moment slechts 2% was.

## Standpunten

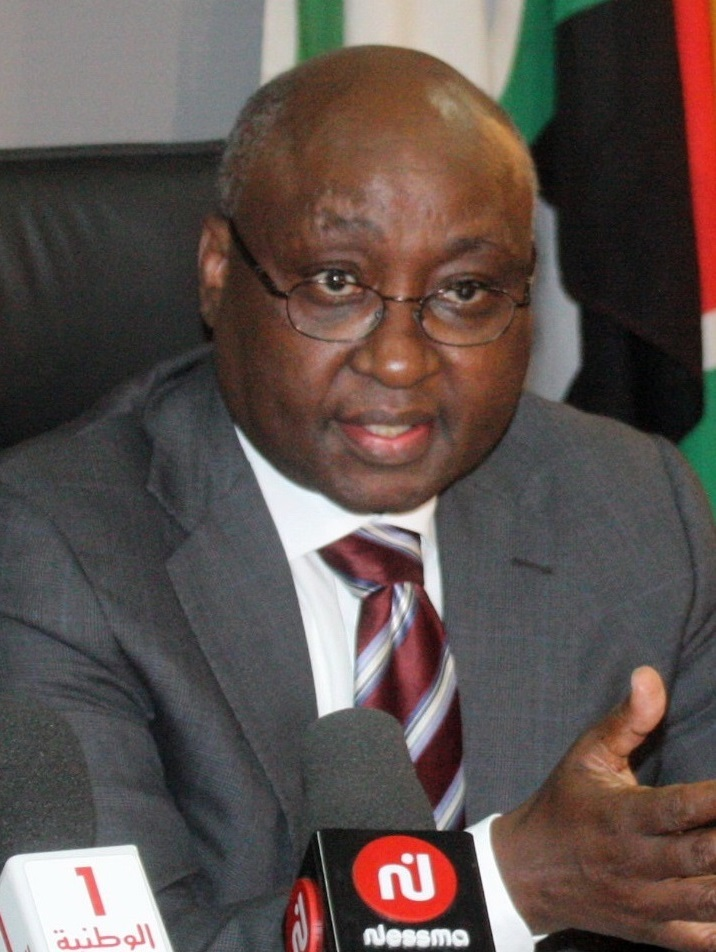
De Rwandees Donald Kaberuka in 2011. Hij was toen nog voorzitter van de Afrikaanse Ontwikkelingsbank.

De permanente waarnemer van de AU bij de VN, Téte António, zei dat de AU best geplaatst was om snel te reageren op een crisissituatie in Afrika. Een VN-operatie zou misschien te laat komen of er door politieke onenigheid niet komen. De AU had echter niet de middelen om zo'n operaties op middellange termijn te blijven onderhouden. Daarom werd altijd aan de VN gevraagd de operaties te bekostigen, vanuit het standpunt dat de VN-Veiligheidsraad verantwoordelijk was voor de internationale vrede en veiligheid, en de operaties dus in naam van de VN werden gevoerd. De bedoeling was om afspraken te maken met de VN over het bekostigen van AU-operaties. Op die manier waren de financiën verzekerd, en zouden operaties niet meer voortijdig moeten worden afgebroken en overgelaten aan de VN. Dat zou ook de slaagkansen van een vredesmacht vergroten.
Speciaal vertegenwoordiger en hoofd van het VN-kantoor bij de AU, Haile Menkerios, zei dat de conflicten in Afrika dermate groot en complex waren geworden, dat de VN noch de AU noch regionale economische gemeenschappen als de ECOWAS het nog alleen aankonden. Samenwerking was absoluut noodzakelijk. Samenwerking met de AU was er al, maar moest meer gestructureerd verlopen, en niet voor elk conflict apart bekeken worden.
De hoge vertegenwoordiger van het Vredesfonds van de Afrikaanse Unie, Donald Kaberuka, zei dat de Afrikaanse leiders in juli 2016 hadden beslist het fonds nieuw leven in te blazen. Ze hadden daarbij diplomatie om te conflicten af te wenden, sterke overheidsinstellingen, vredesoperaties en de creatie van een noodreservefonds als prioriteiten gesteld.
Verschillende landen spraken hun steun uit voor het idee om nauwer samen te werken met de AU en de inspanningen om de vredesoperaties van deze organisatie beter te financieren. 70% van de kwesties waar de Veiligheidsraad mee te maken had, had immers betrekking op Afrika. De EU was een van de grootste geldschieters van het AU-vredesfonds. Sinds de oprichting ervan in 2004 had het al ruim twee miljard euro gedoneerd; geld dat grotendeels aan AU-vredesmissies was besteed.

## Achtergrond

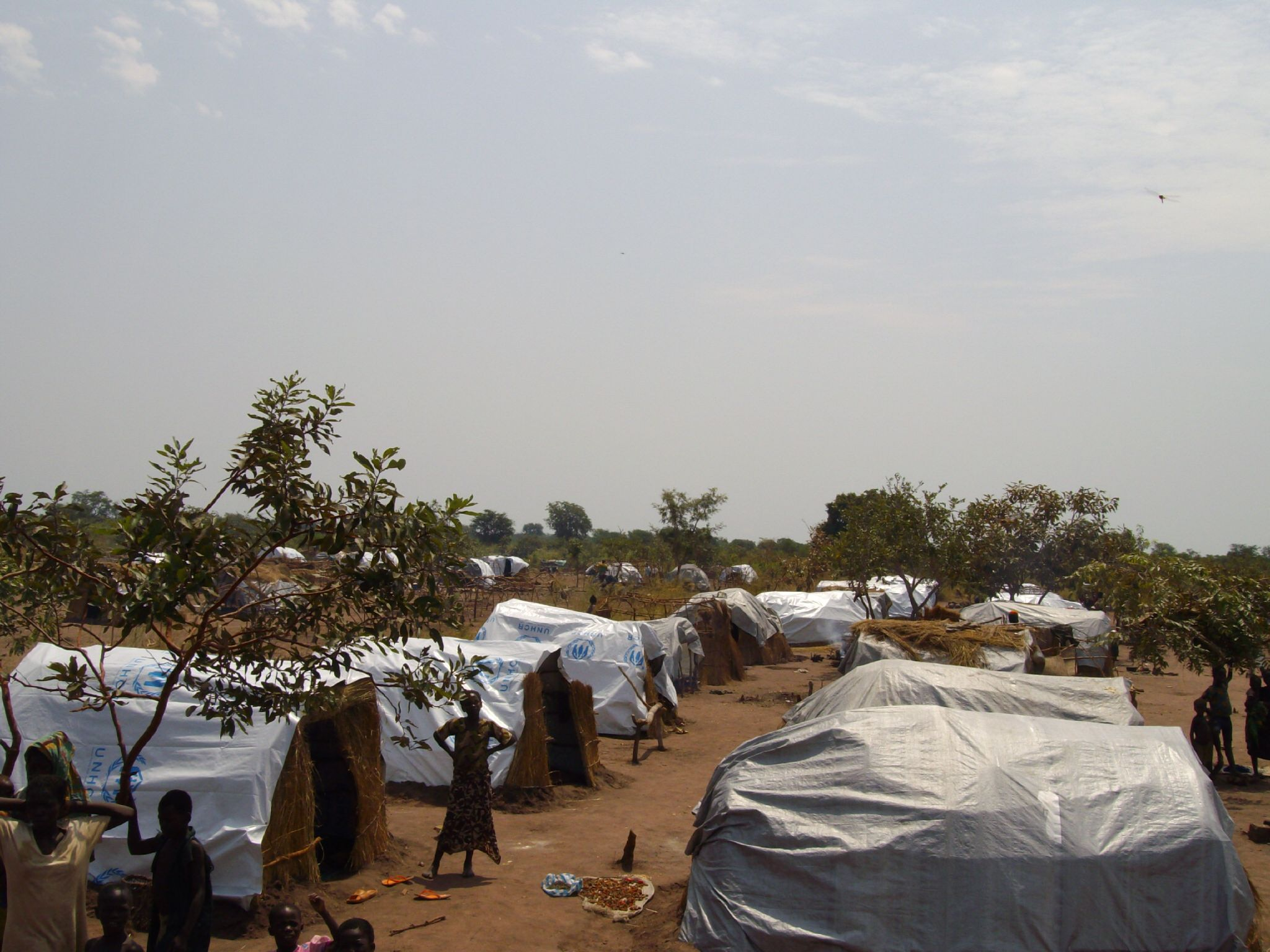
Een vluchtelingenkamp in het noorden van de Centraal-Afrikaanse Republiek in 2007, ten tijde van de Eerste Centraal-Afrikaanse Burgeroorlog.

In de jaren 1990 kende Afrika een aantal bloedige conflicten, zoals de Somalische Burgeroorlog en de Rwandese genocide. De statuten van de toenmalige Organisatie van Afrikaanse Eenheid lieten echter geen tussenkomst in binnenlandse kwesties toe. Daarom werd de organisatie in 2002 vervangen door een nieuwe: de Afrikaanse Unie. In 2004 creëerde die de Afrikaanse Vredes- en Veiligheidsarchitectuur. Die liet interventie in een land toe, zelfs tegen de wil van de overheid van dat land in, in geval van misdaden tegen de menselijkheid, oorlogsmisdaden en genocide.
De AU was echter sterk afhankelijk van de internationale gemeenschap voor de financiering ervan. Tussen 2008 en 2011 stonden de lidstaten van de AU in voor slechts 2% van het budget, waarvan het grootste deel van Zuid-Afrika, Nigeria, Egypte, Libië en Algerije kwam. Stabiele financiering is een groot probeem van de AU, waarvan veel lidstaten arm zijn en grote schulden hebben. Gebrek aan geld en politieke onenigheid deden AU-vredesoperaties weleens mislukken; zoals de burgeroorlog in Mali, waar geen AU-troepen van de stand-bybrigades maar Franse troepen intervenieerden.
Begin 2015 hadden de Afrikaanse staats- en regeringsleiders besloten om een kwart van de kosten zelf te dragen. Elk van de vijf regio's – centraal, oost, noord, zuid en west – op het continent zou zo'n 61 miljoen euro moeten bijdragen, en tegen 2020 zo'n 75 miljoen. Er zou onder meer een belasting van 0,2% worden ingevoerd op import in alle lidstaten om dit geld op te brengen. Op die manier wilde de AU ook de relatie met de VN en de EU tot een strategisch partnerschap maken en zelf meer controle hebben.

## Inhoud
Het was van belang dat regionale organisaties samenwerkten om de complexe uitdagingen inzake veiligheid aan te pakken. Ook partnerschappen met de VN konden van nut zijn om tijdig in te grijpen bij disputen en crises, om om de rol van de VN in het voorkomen van conflicten te versterken. Met de AU was zo'n partnerschap reeds in de maak. De Veiligheidsraad wilde de relaties met deze organisaties verder uitdiepen.
De AU speelde zelf een belangrijke rol in het voorkomen, bemiddelen en oplossen van conflicten in Afrika. In januari 2015 had de organisatie zich tot doel gesteld om tegen 2020 een kwart van de kosten hiervan zelf te betalen. De VN moest de vredesoperaties van de AU beter bekostigen en ondersteunen, en hiertoe verder afstemmen met deze organisatie.
Regionale organisaties hadden de verantwoordelijkheid om hun eigen kosten te dragen en middelen in te zetten; mede door bijdragen van hun leden. De AU werd geloofd om de inspanningen die zij zich getroostte om dit te bereiken. Men wachtte nu verdere gedetailleerde voorstellen ter zake af. De AU werd ook opgeroepen om meer rekening te houden met de mensenrechten en VN-standaarden voor vredesoperaties bij de eigen vredesmissies.
Lijst ·  2260 ·  2261 ·  2262 ·  2263 ·  2264 ·  2265 ·  2266 ·  2267 ·  2268 ·  2269 ·  2270 ·  2271 ·  2272 ·  2273 ·  2274 ·  2275 ·  2276 ·  2277 ·  2278 ·  2279 ·  2280 ·  2281 ·  2282 ·  2283 ·  2284 ·  2285 ·  2286 ·  2287 ·  2288 ·  2289 ·  2290 ·  2291 ·  2292 ·  2293 ·  2294 ·  2295 ·  2296 ·  2297 ·  2298 ·  2299 ·  2300 ·  2301 ·  2302 ·  2303 ·  2304 ·  2305 ·  2306 ·  2307 ·  2308 ·  2309 ·  2310 ·  2311 ·  2312 ·  2313 ·  2314 ·  2315 ·  2316 ·  2317 ·  2318 ·  2319 ·  2320 ·  2321 ·  2322 ·  2323 ·  2324 ·  2325 ·  2326 ·  2327 ·  2328 ·  2329 ·  2330 ·  2331 ·  2332 ·  2333 ·  2334 ·  2335 ·  2336